# 용기

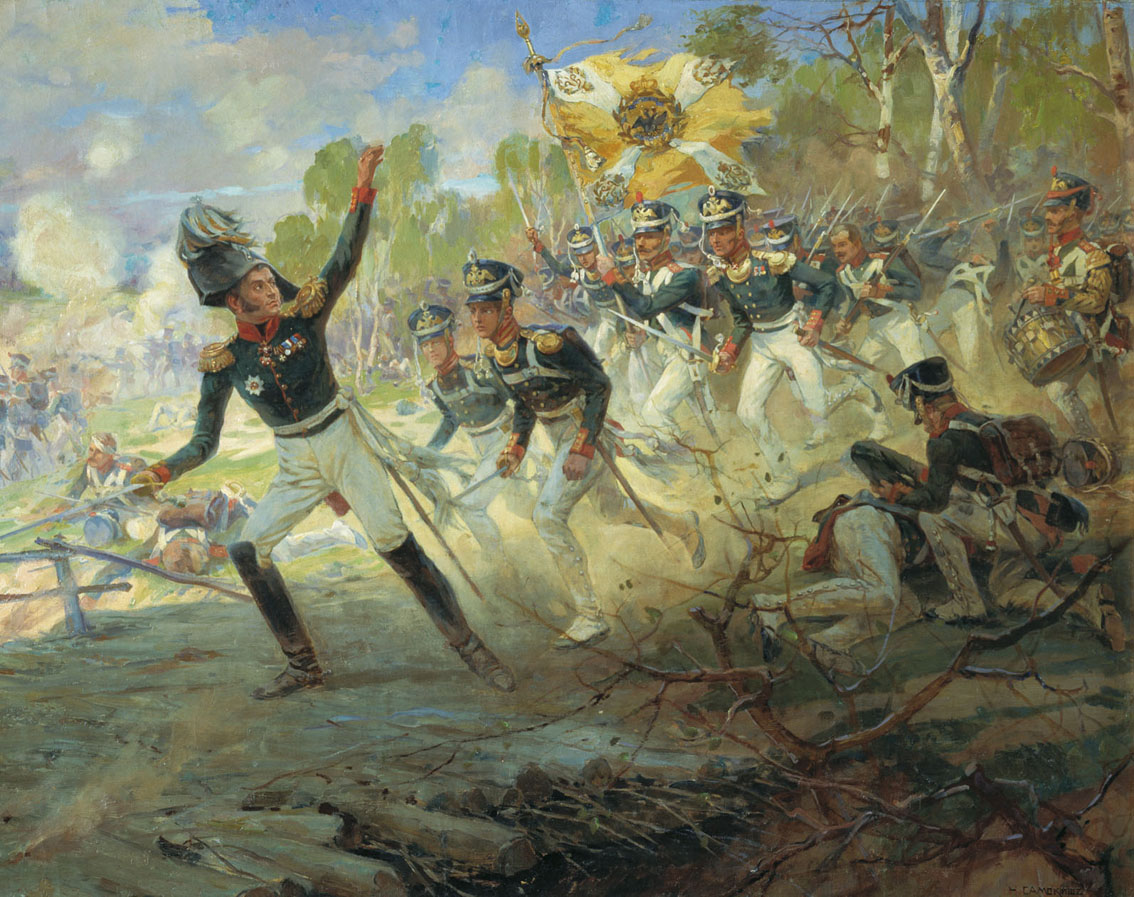

용기(勇氣, 영어: courage)는 잘못된 것에 대한 위험이 마음속 생각을 통해 정해졌을 때의 숙연함을 용기라 한다. 용기 있는 행동 - 용기를 갖고 행동했을 때 "용기 있어 보인다."라고 이야기한다. 용기의 굳센 기운은 기개라고도 한다.
하지만 용기는 굳센 기운, 굳센 기질, 호기, 무모함 과는 분명한 차별점을 두어야 한다. 용기는 무모하지 않으며 용기는 기질처럼 인간의 육체에 기반한 본질적인 것과는 확실한 차별점을 두고 있다. 용기를 통해야만 옳은 신념을 가질 수 있는 것처럼 용기란 강해 보이는 것과는 다른 차이를 보이고 있으며 진정한 용기를 가진 자는 신념을 통해 다른 사람에게 좋은 영향을 줄 수 있는 용감한 사람이 된다.
정도가 지나친 용기는 '만용'이라고 표현한다. 한자 뜻대로 무모한 용기라는 뜻이며, "사리를 분간하지 않고 함부로 날뛰는 용맹"으로 정의한다. 용기란 소담함과 만용의 중간에 위치한 감정인 것이다.

## 용기의 특징

### 용기와 관련된 두려움과 자신감
다니엘 푸트만(Daniel Putman) 교수에 따르면, 용기는 가치 있는 목표를 위해 고통스럽거나 두려운 상황에 직면하여 의도적인 선택을 하는 것이다. 이러한 깨달음으로 푸트만은 "두려움과 자신감 사이에는 밀접한 관계가 있다"고 결론지었다. 용기와 관련된 두려움과 자신감은 용기 있는 행동이나 목표의 성공을 결정할 수 있다. 이것들은 용기의 독립변수로 볼 수 있으며, 이들의 관계는 우리가 두려움에 반응하는 방식에 영향을 미칠 수 있다. 여기서 논의되는 자신감은 자신감이다. 자신의 기술과 능력을 알고, 언제 두려움에 맞서 싸워야 할지, 언제 도망쳐야 할지 결정할 수 있다는 자신감이다. 푸트만은 다음과 같이 말한다. "용기의 이상은 단순히 두려움을 엄격하게 통제하는 것도 아니고 감정을 부정하는 것도 아니다. 이상은 상황을 판단하고 감정을 인간 본성의 일부로 받아들이고 잘 활용하는 것이다. - 두려움에 맞서고 이성이 가치 있는 목표를 향해 행동하도록 이끄는 습관을 개발했다."
푸트만에 따르면, 아리스토텔레스는 용기에 대한 적절한 수준의 두려움과 자신감을 말한다. "두려움은 사람마다 다를 수 있지만 완전히 상대적인 것은 아니며 '상황의 위험과 일치'하는 경우에만 적절하다." 위험한 상황에서 자신감에는 두 가지 측면이 있다는 점에서 자신감도 마찬가지이다.
1. "긍정적인 행동에 동기를 부여하는 대의의 가치에 대한 현실적인 자신감."
2. "자신의 기술과 능력을 아는 것. 적절한 자신감의 두 번째 의미는 자기 지식의 한 형태."

위협에 직면했을 때 두려움과 자신감 사이의 적절한 균형이 없으면 이를 극복할 용기를 가질 수 없다. 다니엘 푸트만 교수는 "두 감정이 뚜렷하다면 두려움이나 자신감의 과잉이나 부족이 용기를 왜곡할 수 있다"고 말한다. 용기란 두려워하지 않는다는 뜻이 아니라, 앞으로 다가올 도전에 기꺼이 맞서겠다는 뜻이다.

## 사회와 상징주의
종종 용기와 관련된 상징 중 하나는 사자이다. 이는 때때로 가톨릭 교회에서 죄에 대한 그리스도의 승리를 묘사하는 것으로 간주된다. 또한 일부 문화권에서는 죄와 부패가 만연한 공동체에 사는 사람들의 구세주로서의 상징이기도 하다.

## 인내
불굴의 정신과 용기는 불굴의 정신이 역경에 맞서 용기를 낼 수 있는 정신적, 정서적 힘이라는 점에서 구별된다. 장로교 신학자 윌리엄 스완 플러머(William Swan Plumer)에 따르면, 언어의 엄밀한 타당성에 있어서도 용기와 불굴의 사이에는 차이가 있다. 용기는 위험에 직면하고 이에 저항하며, 불굴의 힘은 고통을 견뎌낸다. 용기는 행동을 위한 것이고, 불굴의 의지는 고통을 위한 것이다. 의미에서 불굴의 의지는 불변성과 참을성 있는 인내와 거의 다르지 않다.
토마스 아퀴나스는 용기를 기본 덕목 중 신중함과 정의 다음으로 세 번째로 꼽았다. 그는 근시안적인 대담함으로 인해 너무 쉽게 무모해지고 비참한 결과를 초래할 수 있는 용기와 두려움을 구별한다. 가톨릭교와 성공회 모두에서 인내는 성령의 일곱 가지 은사 중 하나이기도 하다.

## 같이 보기
- 도덕적 용기
- 무사도
- 기사도
- 다르마
- 업
- 위험성
- 덕